# Лапино (Собинский район)
Лапино — деревня в Собинском районе Владимирской области России, входит в состав Копнинского сельского поселения.

## География
Деревня расположена в 8 км на север от центра поселения села Заречного и в 10 км на запад от райцентра города Собинка.

## История
В конце XIX — начале XX века деревня входила в состав Ундольской волости Владимирского уезда, с 1926 года — в Собинской волости. В 1859 году в деревне числилось 18 дворов, в 1905 году — 22 дворов, в 1926 году — 37 хозяйств.
С 1929 года деревня входила в состав Ундольского сельсовета Собинского района, с 1965 года — в составе Копнинского сельсовета.

## Население
| 1859 | 1905 | 1926 |
| ---- | ---- | ---- |
| 145  | 123  | 124  |

| 1859 | 1905 | 1926 | 2002 | 2010 | 2021 |
| ---- | ---- | ---- | ---- | ---- | ---- |
| 145  | ↘123 | ↗124 | ↘11  | ↘3   | ↗9   |